# Külső-Mérges-patak
A Külső-Mérges-patak a Mátrában ered, Gyöngyös város keleti határában, Heves vármegyében, mintegy 330 méteres tengerszint feletti magasságban. A patak forrásától kezdve déli irányban halad, majd Visznek településnél éri el a Gyöngyös-patakot.
Visznek településtől északkeletre a Karácsondi-árok vizét fogadja magába.

## Part menti települések
A part mentén fekvő településeken összesen több, mint 34 500 fő él.
- Gyöngyös
- Adács
- Visznek